# Bunar (Serbia)
Bunar (cyr. Бунар) – wieś w Serbii, w okręgu pomorawskim, w mieście Jagodina. W 2011 roku liczyła 461 mieszkańców.